# Lekaryds kyrka

 Lekaryds kyrka är en kyrkobyggnad i Växjö stift. Kyrkan är församlingskyrka  i  Alvesta församling.

## Kyrkobyggnaden
Kyrkan är uppförd under 1400-talet och ersatte en tidigare träkyrka. Den är byggd i sten och tillhör den senmedeltida salkyrkotypen  utan  särskild kormarkering i form av triumfbåge  eller  korabsid. Det rektangulära  långhuset avslutas med en rak korvägg i öster. Sakristian  i norr  och vapenhuset i  väster tillkom vid en renovering under 1790-talet. Det mindre fönstret på sydsidan försågs 1961 med en glasmålning av konstnären Sven Joann (1908-1985) med  motiv: "Såningsman".  Kyrkan saknar torn. De båda kyrkklockorna  har sin plats i en klockstapel  uppförd 1741 på sydvästra delen av kyrkogården .

## Inventarier
- Dopfunten i kalksten  är tillverkad 1948 av konstnären Jonas Fröding,Malmö.
- Altartavla utförd 1794 av Pehr Hörberg med motiv: ”Se människan”. Tavlan omramas av en nyklassicistisk altaruppställning .
- Predikstol med ljudtak i rikt skulpterad  senbarock från 1703.
- Sluten bänkinredning med dörrar i renässansstil.
- Orgelläktare med  rundat mittparti.

## Orgel
- 1768 byggde lektor Jonas Hielm, Växjö en orgel till kyrkan.
- 1795 byggde Pehr Schiörlin, Linköping en orgel med 11 stämmor.
- Denna orgel ersattes av en ny 1893 byggd av Carl Elfström, Ljungby. 1942 och 1964 renoverades och omdisponerades verket. Orgeln är mekanisk och har fasta kombinationer.

| Huvudverk I  | Svällverk II      | Pedal        | Koppel |
| Borduna 16´  | Rörflöjt 8´       | Subbas 16´   | I/P    |
| Principal 8´ | Salicional 8´     | Nachthorn 4´ | II/I   |
| Gedackt 8´   | Flöjt 4´          |              | I 4'/I |
| Gamba 8´     | Principal 2'      |              |        |
| Octava 4'    | Crescendosvällare |              |        |
| Quinta 3'    |                   |              |        |
| Oktava 2'    |                   |              |        |
| Mixtur 3     |                   |              |        |

- Det nuvarande orgelverket är byggt av Nils Hammarberg 1991 med bibehållen Schiörlins fasad.

### Webbkällor
- Riksantikvarieämbetet,Lekaryds kyrka
- Lekaryds kyrka,uppgift fr Sv Kyrkan
- Wikimedia Commons har media som rör Lekaryds kyrka.